# Casa Senyorial de Valdeki
La Casa Senyorial de Valdeķi (en letó: Valdeķu muižas pils) és una mansió a la històrica regió de Semigàlia, a la parròquia de Kandavas del Municipi de Kandava de Letònia.

## Història
Acabat el 1882, va pertànyer a l'editor i periodista letó Antons Benjamins des de 1932 fins a la seva mort en 1939. Després va passar a la seva vídua Emilija Benjamina fins a la seva deportació a un camp de treball soviètic el 1941. La família Benjamins va recuperar la propietat el 1995, i l'edifici allotja, des de 1998, un museu dedicat al fotògraf i cineasta Juris Benjamins, el fill adoptiu d'Antons i Emilija.